# Donald Guthrie (homme politique)
Pour les articles homonymes, voir Donald Guthrie et Guthrie.
Donald Guthrie (8 mai 1840-31 octobre 1915) est un homme politique canadien de l'Ontario. Il est député fédéral de Wellington-Sud de 1876 à 1882 et député provincial libéral de la circonscription ontarienne de Wellington-Sud de 1886 à 1894.

## Biographie
Né à Édimbourg en Écosse, Guthrie immigre au Canada-Ouest en 1854 et termine son éducation à Toronto. Après avoir étudié le droit avec Oliver Mowat et Adam Johnston Fergusson Blair, il est appelé au Barreau de l'Ontario en 1866. Il pratique le droit à Guelph et est nommé ensuite solliciteur du comté de Wellington et de la ville de Guelph. Guthrie sert aussi comme président de la Guelph Gas Light Company.

## Politique
Élu député fédéral de Wellington-Sud lors de l'élection partielle déclenchée à la suite de la démission du député David Stirton pour devenir maître des postes de Guelph en 1876, il est réélu en 1878. Il ne se représente pas en 1882.
Élu député provincial de Wellington-Sud en 1886, il est réélu en 1890. Il ne se représente pas en 1894.

## Après la politique
Nommé inspecteur au bureau d'enregistrement de l'Ontario en 1895, Guthrie termine ses jours dans ce qui deviendra la Homewood Sanitarium de Guelph, premier établissement psychiatrique en Ontario.
Son fils, Hugh sert également comme député fédéral de Wellington-Sud de 1900 à 1935.